# Galina Michailowna Sawinkowa
Galina Michailowna Sawinkowa (russisch Галина Михайловна Савинкова, engl. Transkription Galina Savinkova; * 15. Juli 1953) ist eine ehemalige russische Diskuswerferin, die für die Sowjetunion startete.
Einem dritten Platz beim Weltcup 1981 in Rom folgte eine Bronzemedaille bei den Europameisterschaften 1982 in Athen.
Am 22. Mai 1983 stellte sie mit 73,26 m einen Weltrekord auf. Bei den Weltmeisterschaften in Helsinki wurde sie Elfte.
Wegen des sowjetischen Olympiaboykotts versäumte sie die Olympischen Spiele 1984 in Los Angeles. Beim Weltcup 1985 in Canberra wurde sie Zweite und bei den Europameisterschaften 1986 in Stuttgart Sechste.
1984 wurde sie mit ihrer persönlichen Bestleistung von 73,28 m Sowjetische Meisterin.